# 1025
Початок Високого Середньовіччя •  Епоха вікінгів •  Золота доба ісламу •  Реконкіста •  Київська Русь

## Геополітична ситуація
Візантію очолив Костянтин VIII. Конрад II є імператором Священної Римської імперії.
Королем Західного Франкського королівства є, принаймні формально, Роберт II Побожний.
Апеннінський півострів розділений між численними державами: північ належить Священній Римській імперії, середню частину займає Папська область, на південь від Римської області лежать невеликі незалежні герцогства, південна частина півострова належить Візантії. Південь Піренейського півострова займає Кордовський халіфат, охоплений міжусобицею. Північну частину півострова займають християнські королівство Леон (Астурія, Галісія), де править Альфонсо V, Наварра (Арагон, Кастилія) та Барселона.
Канут Великий є королем Англії й Данії.
У Київській Русі княжить Ярослав Мудрий. У Польщі почалося правління Мешко II В'ялого. У Хорватії триває правління Крешиміра III. Королівство Угорщина очолює Стефан I.
Аббасидський халіфат очолює аль-Кадір, в Єгипті владу утримують Фатіміди, в Середній Азії — Караханіди, у Хорасані — Газневіди. У Китаї продовжується правління династії Сун. Значними державами Індії є Пала, Пратіхара, Чола. В Японії триває період Хей'ан.

## Події
- 18 квітня Папа Римський Іван XIX коронував Болеслава Хороброго з династії П'ястів королем Польщі. 17 червня Болеслав помер, і новим королем став його син, князь Мешко.
- Під час підготовки походу на Сицилію проти арабів у віці близько 69-и років помер візантійський василевс Василій II Болгаробійця. Одноосібним імператором став його брат Костянтин VIII, формально співімператор ще з 976.
- Ще перед смертю Василя II візантійці відбили в арабів Мессіну на Сицилії. Спроба Зірідів відбити Сицилію завершилася невдачею.
- Печеніги вчинили напад на Сірмій[1].
- Махмуд Газневі захопив Самарканд, завдавши поразки Караханідам та їхнім союзникам Сельджукам. Сельджуки покинули Хорезм і пішли в Хорасан. Восени Махмуд Газневі розпочав новий похід в Індію.
- Чола напала на Шривіджаю, борючись за торгові пости в Південно-Східній Азії. Хоча Шривіджая вижила, її могутність занепала.

## Померли
- 17 червня — Болеслав Хоробрий, польський король.
- 15 грудня — Василій II Болгаробійця, візантійський імператор з 976.

## Виноски
1. ↑  Louis Bréhier, " Vie et mort de Byzance " [archive], на http://bibliotheque.uqac.ca [Архівовано 23 лютого 2011 у Wayback Machine.], Albin Michel, 1946.